# Égletons
Égletons är en kommun i departementet Corrèze i regionen Nouvelle-Aquitaine i de centrala delarna av Frankrike. Kommunen ligger  i kantonen Égletons som tillhör arrondissementet Tulle. År 2022 hade Égletons 4 336 invånare.

## Befolkningsutveckling
Antalet invånare i kommunen Égletons
Referens:INSEE